# Erle C. Kenton

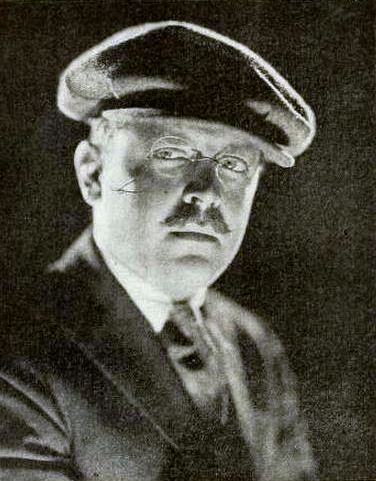
Erle C. Kenton (1921)

Erle C. Kenton (* 1. August 1896 in Norborne, Missouri; † 28. Januar 1980 in Glendale, Kalifornien) war ein US-amerikanischer Filmregisseur, Drehbuchautor und Schauspieler.

## Leben
Erle C. Kenton begann seine Karriere im Filmgeschäft Mitte der 1910er Jahre als Schauspieler bei den Slapstick-Komödien von Mack Sennett. 1919 machte er sein Regiedebüt bei der Kurzfilm-Komödie No Mother to Guide Him mit Ben Turpin in der Hauptrolle. Ab Mitte der 1920er inszenierte er längere Filme, in den meisten Fällen B-Movies. Kenton drehte unter anderem Dramen, Kriegsfilme, Western sowie Komödien mit W. C. Fields und Abbott und Costello. Am bekanntesten ist er heute allerdings wahrscheinlich noch für seine Horrorfilme: Für Paramount drehte er Insel der verlorenen Seelen (1932), für Universal Frankenstein kehrt wieder (1942), Frankensteins Haus (1944) und Draculas Haus (1945). In den 1950er-Jahren war Kenton hauptsächlich für das Fernsehen tätig und inszenierte Folgen von Serien wie Der Texaner. Für diese verfasste er auch mehrere Drehbücher. Insgesamt war er im Verlauf seiner Karriere an 140 Produktionen beteiligt.
Kenton verstarb 1980 im Alter von 83 Jahren an den Folgen einer Parkinson-Erkrankung und ist auf dem Forest Lawn Memorial Park in Kalifornien begraben.

## Filmografie (Auswahl)
Als Regisseur
- 1919: No Mother to Guide Him (Kurzfilm)
- 1919: Salome vs. Shenandoah (Kurzfilm)
- 1920: Down on the Farm
- 1920: Married Life
- 1920: Love, Honor and Behave
- 1921: A Small Town Idol
- 1922: The Haunted House (Kurzfilm)
- 1923: Tea: With a Kick
- 1924: Picking Peaches (Kurzfilm)
- 1924: Ein Erlebnis in Paris (So This Is Paris, Kurzfilm)
- 1925: A Fool and His Money
- 1925: The Danger Signal
- 1925: Red Hot Tires
- 1926: The Love Toy
- 1926: Other Women’s Husbands
- 1926: The Sap
- 1926: Fräulein Wasserscheu im Strandbad (The Palm Beach Girl)
- 1927: Von Braut zu Braut (Wedding Bills)
- 1927: The Rejuvenation of Aunt Mary
- 1927: The Girl in the Pullman
- 1928: Bare Knees
- 1928: The Sporting Age
- 1928: Golf Widows
- 1928: Name the Woman
- 1928: The Street of Illusion
- 1928: Companionate Marriage
- 1928: Nothing to Wear
- 1928: The Sideshow
- 1929: Trial Marriage
- 1929: Father and Son
- 1929: Song of Love
- 1929: Mexicali Rose
- 1930: A Royal Romance
- 1931: The Last Parade
- 1931: Lover Come Back
- 1931: Left Over Ladies
- 1931: X Marks the Spot
- 1932: Stranger in Town
- 1932: Guilty as Hell
- 1932: Insel der verlorenen Seelen (Island of Lost Souls)
- 1933: From Hell to Heaven
- 1933: Disgraced!
- 1933: Big Executive
- 1934: Search for Beauty
- 1934: You’re Telling Me!
- 1935: The Best Man Wins
- 1935: Party Wire
- 1935: The Public Menace
- 1935: Spiel mit dem Feuer (Grand Exit)
- 1936: Devil’s Squadron
- 1936: Blutiges Geld (Counterfeit)
- 1936: End of the Trail
- 1937: Devil’s Playground
- 1937: Racketeers in Exile
- 1937: She Asked for It
- 1938: The Lady Objects
- 1938: Little Tough Guys in Society
- 1939: Everything’s on Ice
- 1939: Escape to Paradise
- 1940: Remedy for Riches
- 1941: Petticoat Politics
- 1941: Melody for Three
- 1941: Naval Academy
- 1941: They Meet Again
- 1941: Flying Cadets
- 1942: North to the Klondike
- 1942: Frisco Lil
- 1942: Frankenstein kehrt wieder (The Ghost of Frankenstein)
- 1942: Abbott und Costello unter Kannibalen (Pardon My Sarong)
- 1942: Who Done It?
- 1943: How’s About It
- 1943: It Ain’t Hay
- 1943: Always a Bridesmaid
- 1944: In Society
- 1944: Frankensteins Haus (House of Frankenstein)
- 1945: She Gets Her Man
- 1945: Draculas Haus (House of Dracula)
- 1946: The Cat Creeps
- 1946: Little Miss Big
- 1948: Brautzeit und Ehe (Bob and Sally)
- 1951: One Too Many
- 1951: Secrets of Beauty
- 1952–1953: Racket Squad (Fernsehserie, 14 Folgen)
- 1953–1954: Big Town (Fernsehserie, 3 Folgen)
- 1954: The Joe Palooka Story (Fernsehserie, Folge 1x01)
- 1954–1955: The Public Defender (Fernsehserie, 33 Folgen)
- 1954–1956: Passport to Danger (Fernsehserie, 4 Folgen)
- 1956–1958: Telephone Time (Fernsehserie, 13 Folgen)
- 1957: Crossroads (Fernsehserie, 3 Folgen)
- 1958–1960: Der Texaner (The Texan, Fernsehserie, 26 Folgen)